# New York Giants 2016
La stagione 2016 dei New York Giants è stata la 92ª della franchigia nella National Football League e la prima col nuovo capo-allenatore Ben McAdoo.
I Giants vinsero le prime due gare prima di perderne tre consecutive contro Redskins, Vikings e Packers. La squadra si riprese vincendo una striscia di sei gare consecutive per la prima volta dal 2010, prima di venire superata dai Pittsburgh Steelers nel tredicesimo turno 13. Seguì una vittoria a sorpresa sui  Dallas Cowboys che si trovavano su un record di 11–1, salendo a un bilancio di 9–4 che assicurò la prima stagione con un record positivo dal 2011. Il record casalingo di 7–1 fu il migliore per i Giants dallìapertura del Metlife Stadium nel 2010.
Malgrado una sconfitta contro i Philadelphia Eagles nella settimana 16, i Giants si assicurarono un posto nei playoff per la prima volta dalla stagione 2011 quando vinsero il Super Bowl, grazie alla sconfitta dei Tampa Bay Buccaneers contro i New Orleans Saints per 31–24. L'annata si chiuse contro i Packers nel turno delle Wild Card dove i Giants subirono un massimo stagionale di 38 punti, segnandone solo 13.

## Scelte nel Draft 2016
| Scelte dei Giants nel Draft 2016 |        |                  |       |                |
| Giro                             | Scelta | Giocatore        | Ruolo | College        |
| 1                                | 10     | Eli Apple        | CB    | Ohio State     |
| 2                                | 40     | Sterling Shepard | WR    | Oklahoma       |
| 3                                | 71     | Darian Thompson  | S     | Boise State    |
| 4                                | 109    | B.J. Goodson     | LB    | Clemson        |
| 5                                | 149    | Paul Perkins     | RB    | UCLA           |
| 6                                | 184    | Jerell Adams     | TE    | South Carolina |

## Staff
| Staff dei New York Giants nel 2016 |
| --- |
| Organi dirigenziali - Presidente/Capo Esecutivo: John K. Mara - Chairman/Vice Presidente Esecutivo: Steve Tisch - Vice Presidente Senior/General Manager: Jerry Reese Capo allenatore - Ben McAdoo Altri allenatori - Preparatore atletico – Aaron Wellman - Assistente – Markus Paul - Performance Manager – Joe Danos Allenatori dell'attacco - Coordinatore offensivo – Mike Sullivan - Quarterback – Frank Cignetti Jr. - Running Back – Craig Johnson - Wide Receiver – Adam Henry - Tight End – Kevin M. Gilbride - Offensive Line – Mike Solari - AssistenteOffensive Line – Lunda Wells - Assistente attacco – Ryan Roeder Allenatori della difesa - Coordinatore difensivo: Steve Spagnuolo - Defensive Line – Patrick Graham - Assistente Defensive Line – Jeff Zgonina - Linebacker – Bill McGovern - Defensive back/Cornerback – Tim Walton - Defensive back/Safety – Dave Merritt - Assistenze difesa – Rob Leonard Allenatori dello special team - Coordinatore dello Special Team: Tom Quinn - Assistente Special Teams – Dwayne Stukes |

## Roster
| Roster dei New York Giants nel 2016 |
| --- |
| Quarterback - 10 Eli Manning - 9 Ryan Nassib Running Back - 26 Orleans Darkwa - 23 Rashad Jennings - 34 Shane Vereen - 49 Nikita Whitlock FB - 44 Andre Williams Wide Receiver - 13 Odell Beckham - 80 Victor Cruz - 18 Geremy Davis - 17 Dwayne Harris RS - 15 Preston Parker - 82 Rueben Randle Tight End - 86 Jerome Cunningham - 84 Larry Donnell - 85 Daniel Fells Offensive Linemen - 76 Ereck Flowers T - 68 Bobby Hart T/G - 77 John Jerry G/T - 73 Marshall Newhouse T - 67 Justin Pugh G - 61 Dallas Reynolds C/G - 70 Weston Richburg C - 74 Geoff Schwartz G Defensive Linemen - 91 Robert Ayers DE - 96 Jay Bromley DT - 95 Johnathan Hankins DT - 99 Cullen Jenkins DE/DT - 78 Markus Kuhn DT - 98 Damontre Moore DE - 97 Louis Nix DT - 58 Owa Odighizuwa DE - 93 George Selvie DE - 72 Kerry Wynn DE Linebacker - 52 Jon Beason MLB - 53 Jasper Brinkley MLB - 54 Jonathan Casillas OLB - 94 Mark Herzlich OLB - 59 Devon Kennard OLB - 55 J.T. Thomas OLB - 47 Uani Unga MLB Defensive Back - 20 Prince Amukamara CB - 21 Landon Collins FS - 43 Craig Dahl SS - 28 Jayron Hosley CB - 38 Trumaine McBride CB - 22 Brandon Meriweather FS - 41 Dominique Rodgers-Cromartie CB - 30 Cooper Taylor SS - 31 Trevin Wade CB Special Team - 3 Josh Brown K - 51 Zak DeOssie LS - 9 Brad Wing P Lista delle riserve - 65 Will Beatty T (PUP) - 29 Nat Berhe S (IR) - 36 Justin Currie S (IR) - 35 Josh Gordy CB/S (IR) - 83 Chris Harper WR (IR) - 18 Marcus Harris WR (IR) - 24 Bennett Jackson S (IR) - 69 Brett Jones C (IR) - 75 Brandon Mosley G/T (IR) - 90 Jason Pierre-Paul DE (Franchise tag) - 27 Mykkele Thompson S (IR) Squadra di allenamento - 71 Brad Bars DE - 63 Emmett Cleary T - 60 Adam Gettis G - 79 Montori Hughes DT - 25 Tramain Jacobs CB - 46 James Morris OLB - 62 Vinston Painter G/T - 19 Julian Talley WR - 45 Will Tye TE - 89 Myles White WR Roster aggiornato al 20 settembre 2015 53 attivi, 11 inattivi, 10 nella squadra di allenamento, 0 free agent |
| Legenda - I rookie sono in corsivo. - Il primo ruolo è il principale mentre gli eventuali successivi indicano i ruoli secondari. - (IR) sta per Injured Reserve ed indica la lista ristretta per un solo giocatore infortunato che può tornare ad allenarsi dopo la settimana 6 e a rientrare in prima squadra dopo che questa ha giocato 8 partite. - (NF-Inj.) / (NF-Ill.) stanno rispettivamente per Non-Football Injured e Non-Football Illness ed indicano le liste dove viene inserito un giocatore che ha un infortunio o una malattia non dipendente dal football americano. - (PUP) sta per Physically Unable to Perform ed indica la lista dove viene inserito un giocatore mentre è in attesa di recuperare la condizione fisica. Nella stagione regolare dopo la sesta partita giocata dalla propria squadra, il giocatore ha tempo tre settimane per riprendere ad allenarsi, più tre settimane aggiuntive dal suo rientro agli allenamenti per rientrare in prima squadra. |

## Calendario

### Stagione regolare
| Turno | Data               | Avversario             | Risultato          | Record             | Stadio                      | NFL.com recap      |
| ----- | ------------------ | ---------------------- | ------------------ | ------------------ | --------------------------- | ------------------ |
| 1     | 11/9               | at Dallas Cowboys      | V 20–19            | 1–0                | AT&T Stadium                | Recap              |
| 2     | 18/9               | New Orleans Saints     | V 16–13            | 2–0                | MetLife Stadium             | Recap              |
| 3     | 25/9               | Washington Redskins    | S 27–29            | 2–1                | MetLife Stadium             | Recap              |
| 4     | 3/10               | at Minnesota Vikings   | S 10–24            | 2–2                | U.S. Bank Stadium           | Recap              |
| 5     | 9/10               | at Green Bay Packers   | S 16–23            | 2–3                | Lambeau Field               | Recap              |
| 6     | 16/10              | Baltimore Ravens       | V 27–23            | 3–3                | MetLife Stadium             | Recap              |
| 7     | 23/10              | at Los Angeles Rams    | V 17–10            | 4–3                | Twickenham Stadium (Londra) | Recap              |
| 8     | Settimana di pausa | Settimana di pausa     | Settimana di pausa | Settimana di pausa | Settimana di pausa          | Settimana di pausa |
| 9     | 6/11               | Philadelphia Eagles    | V 28–23            | 5–3                | MetLife Stadium             | Recap              |
| 10    | 14/11              | Cincinnati Bengals     | V 21–20            | 6–3                | MetLife Stadium             | Recap              |
| 11    | 20/11              | Chicago Bears          | V 22–16            | 7–3                | MetLife Stadium             | Recap              |
| 12    | 27/11              | at Cleveland Browns    | V 27–13            | 8–3                | FirstEnergy Stadium         | Recap              |
| 13    | 4/12               | at Pittsburgh Steelers | S 14–24            | 8–4                | Heinz Field                 | Recap              |
| 14    | 11/12              | Dallas Cowboys         | V 10–7             | 9–4                | MetLife Stadium             | Recap              |
| 15    | 18/12              | Detroit Lions          | V 17–6             | 10–4               | MetLife Stadium             | Recap              |
| 16    | 22/12              | at Philadelphia Eagles | S 19–24            | 10–5               | Lincoln Financial Field     | Recap              |
| 17    | 1/1                | at Washington Redskins | V 19–10            | 11–5               | FedEx Field                 | Recap              |

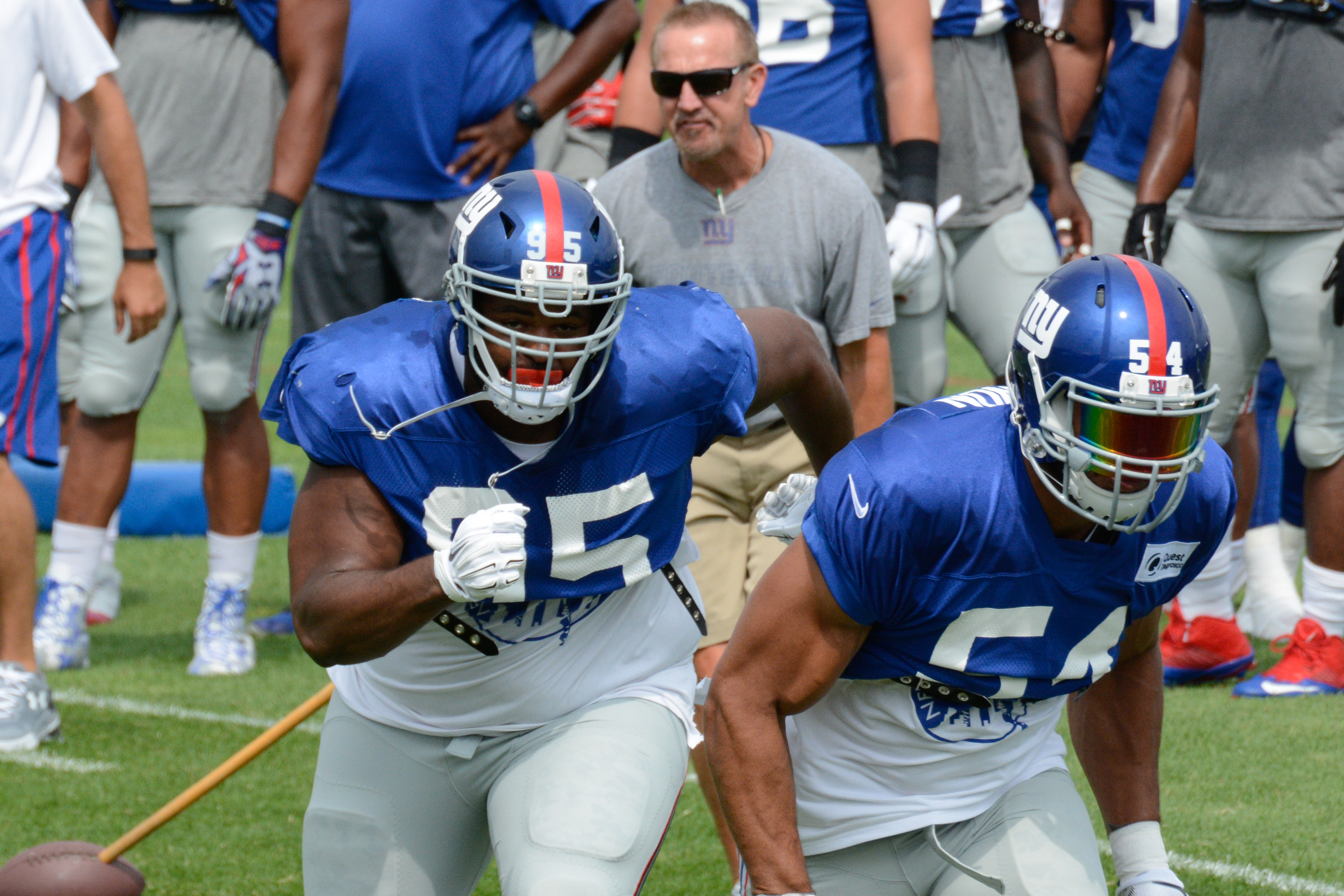
Giocatori dei Giants durante il training camp

Note: Gli avversari della propria division sono in grassetto.

### Playoff
| Turno     | Data | Avversario (seed)        | Risultato | Record | Game site     | NFL.com recap |
| --------- | ---- | ------------------------ | --------- | ------ | ------------- | ------------- |
| Wild Card | 8/1  | at Green Bay Packers (4) | S 13–38   | 0–1    | Lambeau Field | Recap         |

## Premi
- Eli Manning:

Walter Payton NFL Man of the Year (condiviso con Larry Fitzgerald)